# France 3 Languedoc-Roussillon
 (mai 2018).
Si vous disposez d'ouvrages ou d'articles de référence ou si vous connaissez des sites web de qualité traitant du thème abordé ici, merci de compléter l'article en donnant les références utiles à sa vérifiabilité et en les liant à la section « Notes et références ».
France 3 Languedoc-Roussillon est une des vingt-quatre antennes métropolitaines de proximité de France Télévisions, émettant sur cinq départements de la région Occitanie

## Histoire de la chaîne
France 3 Languedoc-Roussillon a vu le jour le 4 janvier 2010 à la suite de l'éclatement de France 3 Sud.

## Rédacteur en chef
- Marie Pouchin (depuis 2023)

## Identité visuelle
Le 29 janvier 2018, France 3 dévoile le nouveau logo pour le réseau Languedoc-Roussillon qui sera mis à l'antenne dans la même journée.

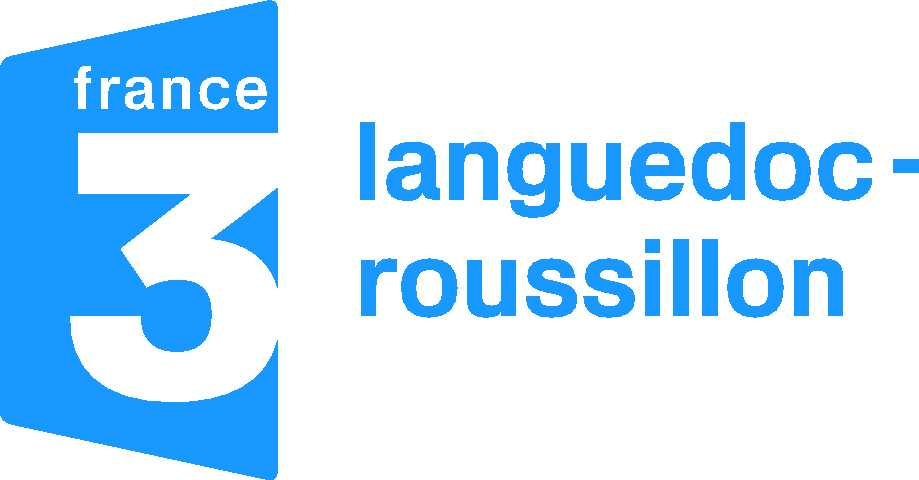
1re version du logo de France 3 Languedoc-Roussillon du 4 janvier 2010 au 29 janvier 2018.
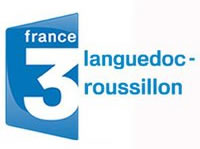
2e version du logo de France 3 Languedoc-Roussillon du 4 janvier 2010 au 28 janvier 2018.
Logo de France 3 Languedoc-Roussillon depuis le 29 janvier 2018.

## Slogans
- 1992-2001 : « France 3, la télé qui prend son temps »
- 2001-2010 : « France 3, de près, on se comprend mieux »[1]
- 2010-2011 : « France 3, avec vous, à chaque instant »
- 2011-2012 : « Entre nous, on se dit tout »
- 2012-2013 : « Vous êtes au bon endroit »
- 2013 : « Depuis 40 ans, vous êtes au bon endroit »
- Novembre 2013 : « Nos régions nous inspirent, nos régions vous inspirent »
- Septembre 2018 : « Sur France 3, vous êtes au bon endroit »
- 2021 : « Rien ne se fait sans vous »